# Nyctemera hearca
Nyctemera hearca là một loài bướm đêm thuộc phân họ Arctiinae, họ Erebidae.